# Cerca de novetat
En psicologia, la cerca de novetat (NS, per les sigles en anglès Novelty Seeking) és un tret de la personalitat associat a l'activitat exploratòria en resposta a una estimulació nova, a la impulsivitat a l'hora de decidir, a l'extravagància en l'assoliment de recompenses, a la pèrdua ràpida del temperament, així com a l'evitació de la frustració.
Es troba inclosa en el Qüestionari tridimensional de la personalitat i en la darrera versió de l'Inventari del caràcter i el temperament, i es considera una dimensió temperamental de la personalitat. Com altres dimensions del tarannà, és altament hereditària. Se suposa que una alta NS es relaciona amb una baixa activitat dopaminèrgica.
Segons la versió revisada de l'Inventari del caràcter i el temperament (TCI-R), la cerca de novetat conté aquestes quatre subescales:
1. Excitabilitat exploratòria (NS1)
2. Impulsivitat (NS2)
3. Extravagància (NS3)[3]
4. Desordre (NS4)

## Relació amb altres trets de personalitat
Un estudi va descobrir que la cerca de novetat té una relació inversa amb altres dimensions del caràcter i el temperament, en especial amb l'evitació del dany i, en un nivell més moderat, amb l'acte directivitat i l'acte transcendència. La cerca de novetat s'associa positivament al tret de l'extraversió en el model dels cinc factors i, en un menor nivell, a l'obertura a l'experiència i es troba inversament associat a la consciència. La cerca de novetat es relaciona positivament amb la impulsivitat en la cerca de sensacions del model dels "cinc alternatius" de Zuckerman i amb el psicoticisme en el model d'Eysenck. Quan la cerca de novetat es defineix com un procés de decisió (per ex., en termes de desestimar una opció familiar en favor d'explorar-ne una opció nova), la dopamina és la causant directa d'incrementar el comportament de la cerca de novetat. Específicament, el bloqueig del transportador de dopamina, que causa un augment en els nivells de dopamina extracel·lular, augmenta la propensió dels micos a seleccionar alguna cosa nova en comptes d'opcions que els són familiars.

## Causes

### Genètica
Malgrat que les causes exactes del comportament de la cerca de novetat són desconegudes, poden estar relacionades amb la genètica. Alguns estudis han trobat una àrea del receptor de dopamina D4 del gen en el cromosoma 11 que es caracteritza per diverses repeticions d'una seqüència de base particular. En estudis múltiples s'ha identificat una relació amb la genètica, en particular una recerca del Dr. Benjamin i els seus col·legues, en què els individus que tenien els al·lels més llargs d'aquest gen tenien una major propensió a la cerca de novetat que els individus que tenien els al·lels més curts. En un altre estudi relacionat amb aquest gen i el risc financer, el Dr. Dreber i els seus col·legues van trobar una correlació entre l'augment del risc a prendre i el gen DRD4 en individus masculins joves. Malgrat que hi ha estudis que defensen la relació entre la NS i l'activitat dopaminèrgica per DRD4, hi ha també estudis que no mostren una forta correlació entre tots dos aspectes. Calen més estudis científics per comprovar la importància de DRD4 en la cerca de novetat.

### Dopamina
A més d'un component potencial hereditari, els comportaments de la cerca de novetat estan relacionats amb la modulació de la dopamina. L'efecte global de la dopamina quan es troba exposada a nous estímuls és un alliberament de massa del neurotransmissor en sistemes de recompensa del cervell, inclosa la via mesolímbica, que es troba activa en totes les addiccions i està associada al reforç. A causa d'aquesta activació en el cervell, la NS sha relacionat amb els desordres de la personalitat així com amb l'abús de substàncies i altres capteniments addictius. Els receptors DRD4 són altament influents en àrees del sistema límbic, associat a l'emoció i la cognició.

### Edat
És important parar esment a l'edat de l'individu amb cerca de novetat. Aquest comportament disminuirà amb el temps, especialment a mesura que els cervells d'adolescents i joves acaben de desenvolupar-se. Es necessiten més estudis per a identificar-ne els factors de variació, incloent-hi gènere, etnicitat, temperament i entorn.